# Друг песни
«Друг песни» — советский фильм 1961 года снятый на киностудии «Таллинфильм» режиссёров Юлия Фогельмана и Реэт Касесалу.

## Сюжет
Председатель колхоза Пальк считает, что художественная самодеятельность — колхозный хор, отвлекает молодежь от работы, и хотя среди колхозников много хороших певцов, колхозный клуб закрывает, даже несмотря на протесты своей дочери Малл. Но Малл в тайне проводит спевки хора в свинарнике.
В это время в колхоз на практику приезжает студент агрономии Тыну, и узнав про хор, заявляет его на республиканский конкурс.

«Друг песни» ставился также с «экзотической» целью показать на экране эстонский певческий праздник во всех его красках. Авторы строили фильм на весьма традиционном противопоставлении: частично заблуждающийся председатель колхоза, который думает только о хозяйственной стороне дела и не занимается культурой, и молодой многогранный практикант-агроном.— Ивар Козенкраниус, журнал «Искусство кино», 1962
На прибывшую из Таллина комиссию хор производит такое хорошее впечатление, и их заявка на участие в конкурсе удовлетворяется. Прибывший репортёр пишет статью о председателе колхоза Пальке как о «друге песни», в то время как тот всеми силами препятствует занятиям хора и не разрешает участникам выехать на конкурс. Только благодаря умной, справедливой критике всего коллектива Пальк осознает наконец свои ошибки.

## В ролях
- Ильмар Таммур — Пальк, председатель колхоза
- Леили Яэратс — Малл, дочь Палька, свинарка
- Рамонс Кепе — Канарбик, студент-практикант
- Валдеко Ратассепп — Киви, парторг
- Юри Ярвет — Отт Куу, тракторист
- Эве Киви — Айме, репортёр
- Карл Калкун — Оскар Каллак, бригадир
- Айно Сеэп — Линда, жена Оскара Каллака
- Бетти Куускемаа — Мари, мать Оскара Каллака
- Вальтер Соосырв — Саммас, старшина хора
- Лайне Месикяпп
- и другие

## Критика
Ивар Козенкраниус в журнале «Искусство кино» (1962) отнёс фильм к неудачам киностудии «Таллинфильм» за его банальный и предсказуемый сюжет, избитые комические штампы:

Эту схему недалекий председатель и дальновидный энтузиаст, где уже заранее известны и расстановка и конечный исход дела, авторы попытались вставными комическими ситуациями, в решении которых им часто изменяет вкус. Естественно, что знакомый шаблон не вызвал радостных эмоций у зрителей.